# Johannes Frederik Fröhlich
Pour les articles homonymes, voir Fröhlich.
Johannes Frederik Fröhlich (ou Frølich) (Copenhague, 21 août 1806 - 21 mai 1860) est un violoniste, chef d'orchestre et compositeur danois. C'est un précurseur de Niels Gade et de J.P.E. Hartmann, et une figure centrale de la musique danoise à l'époque romantique.

## Biographie
Les parents avaient immigré d'Allemagne et son père était un musicien militaire. Sa sœur était mariée au musicien d'orchestre Gottlob Friedrich Kittler. Kittler a contribué à la formation de Johannes Frederik qui était le plus jeune de plusieurs frères et sœurs. Son frère Joseph Frølich était premier violoncelliste et flûtiste à la chapelle et également professeur de violon de J.P.E. Hartmann. Frølich a donc grandi dans un environnement musical très riche. Johannes Frederik Frølich était un musicien accompli à la fois pour la flûte, le piano et le violon, et jouait déjà à huit ans en concert. En raison de son grand talent, il a été remarqué par plusieurs mécènes qui ont fait en sorte qu'il reçoive une excellente éducation auprès de Weyse et de Friedrich Kuhlau. Claus Schall (en), qui était à la tête de l'Orchestre royal danois et un bon violoniste, a été son professeur pour cet instrument. À l'âge de quinze ans, Frølich a été employé à la chapelle comme élève violoniste. En 1824, il fait ses débuts en tant que soliste dans un concerto pour violon de Ludwig Spohr. Dans le même temps, il a commencé à composer de la musique.
Dans les années 1827-1836, il a été chef de chœur au Théâtre Royal. Dans les années 1829-1831 cependant, il a effectué un voyage d'étude en Allemagne, en France et en Italie avec le soutien royal. En chemin, il a fait connaissance avec quelques-uns des grands noms de la musique d'alors, dont Luigi Cherubini, Jacques Fromental Halévy et Ignaz Moscheles et à Rome, il a rencontré les artistes danois Bertel Thorvaldsen, Herman Wilhelm Bissen et Ludvig Bødtcher. Lorsque Claus Schall a pris sa retraite en 1836 comme chef d'orchestre, il a transmis son poste à Frølich, Peter Ferdinand Funck et Ivar Bredal, ces deux derniers occupant les postes de chefs d'orchestre adjoints. Déjà, à ce moment, Frølich souffrait de différentes maladies qui allaient le tourmenter le reste de sa vie.
À Paris, il a rencontré Auguste Bournonville, et à la demande de celui-ci, il a écrit des ballets. Aujourd'hui encore, il est surtout connu pour sa musique de ballet.
En 1844 Frølich a pris sa retraite de son poste de premier violon en raison de son état de santé. Il a vécu retiré, continuant à composer et donnant de temps à autre des concerts. Son poste de chef d'orchestre a été confié à Franz Gläser qui a connu beaucoup de succès dans cet emploi.
Fröhlich est un des cofondateurs de la Société de Musique de Copenhague (en) et son premier président.

## Œuvres
Fröhlich a composé une symphonie (en mi bémol majeur, Op. 33), des œuvres chorales, de la musique de chambre, des concertos pour violon, ainsi que des pièces pour violon et piano. Il a écrit de la musique de ballet pour le  maître de ballet et chorégraphe Auguste Bournonville, fondateur de la tradition du ballet danois.
L'essentiel de ses manuscrits musicaux est conservé à la Kongelige Bibliotek de Copenhague.
- op. 1 Quatuor à cordes nº 1 en ré mineur (1825)
- op. 2 Quatuor à cordes nº 2 en la majeur
- op. 3 Concerto pour violon (1825)
- Ouverture til Kong Salomon og Jørgen Hattemager (1825)
- op. 4 Concertino pour violon (1826)
- op. 6 Introduction et Polonaise pour violon et orchestre
- op. 7 Concerto pour violon
- op. 14 Concerto pour violon
- op. 15 Quatuor à cordes (1827)
- op. 17 Quatuor à cordes (1827)
- op. 19 Quatuor pour 4 cors (1827)
- op. 20 Concertino pour Violon ou 4 cors (1827)
- Ouverture til Freias Alter (1828)
- op. 24 Introduction et Rondo pour cor et orchestre (1829)
- Sonate en la mineur pour piano et flûte
- op. 30 Concerto pour violon (1829)
- op. 30 Symphonie (1830)
- op. 33 Symphonie en mi bémol majeur
- Natten før Brylluppet (syngespil 1829)
- op. 39 Ouverture de concert pour orchestre
- op. 40 Marche og Jagtstykke pour 9 cors (1832)
- Nina (ballet)
- Tyrolerne (ballet)
- Valdemar (ballet 1835)
- Festen i Albano (ballet 1839)
- Fædrelandets muser (ballet 1840)
- op. 51 Erik Menveds Barndom (ballet - avec Riberhusmarch - 1843)
- Rafael (ballet 1845)
- Hertas Offer (ballet)
- Abekatten (vaudeville de Johanne Louise Heiberg)
- Majgildet (ouverture)
- Maurerbrüder hemmet nicht die Zähre
- Kantate til Christian 8.s kroningsfest
- En Søndag på Amager